# Atle Norstad
Atle Norstad (né en 1961) est un bobeur norvégien. Il est né à Sarpsborg. Il a participé aux Jeux olympiques d'hiver de 1992, en bob à deux (masculin) avec Erik Gogstad.